# AR1A
AR1A — китайская реактивная система залпового огня (РСЗО) калибра...(?), является дальнейшим развитием системы A-100 и российской РСЗО «Смерч». ГНПП «Сплав» (г. Тула) принимало участие в разработке реактивного снаряда для этой китайской системы.

## Описание
Типы БЧ:
- Кассетный реактивный снаряд (КРС) BRE2 — дальность полета от 60 до 130 км. Головная часть — фугасная с готовыми поражающими элементами. Масса головной части — 190 (180) кг. Эффективный радиус поражения — 100 м.
- КРС BRE3 — дальность полета от 20 до 70 км. Головная часть — кассетная с 623 КОБЭ. Радиус рассеивания КОБЭ — 80-160 м, бронепробиваемость 50 мм.
- КРС BRE4 — дальность полета от 60 до 130 км. Головная часть — кассетная. Количество КОБЭ — 480 шт. Радиус рассеивания КОБЭ из одной головной части 80-160 м. Бронепробиваемость 50 мм.

## На вооружении
- Китай
- Армения — предположительно, 6 единиц AR1A[1]